# Lagerstroemia petiolaris
Lagerstroemia petiolaris är en fackelblomsväxtart som beskrevs av Jean Baptiste Louis Pierre och Jean Marie Antoine de Lanessan. Lagerstroemia petiolaris ingår i släktet Lagerstroemia och familjen fackelblomsväxter. Inga underarter finns listade i Catalogue of Life.